# Cerodirphia wellingi
Cerodirphia wellingi är en fjärilsart som beskrevs av Lemaire 1972. Cerodirphia wellingi ingår i släktet Cerodirphia och familjen påfågelsspinnare. Inga underarter finns listade i Catalogue of Life.